# 索博尔奇巴考
索博尔奇巴考（匈牙利語：Szabolcsbáka）是匈牙利索博尔奇-索特马尔-拜赖格州所辖的一个村。总面积19.84平方公里，总人口1174，人口密度59.2人/平方公里（2011年1月1日）。